# サント＝セシル (ヴァンデ県)
サント＝セシル （Sainte-Cécile）は、フランス、ペイ・ド・ラ・ロワール地域圏、ヴァンデ県のコミューン。

## 地理
サント＝セシルの村は、県道47号線、48号線、39号線のジャンクションに位置する。

## 歴史
コミューンとしてのサント＝セシルが誕生したのは1093年である。
フランス革命時代、村はプティ・レ（Petit-Lay）と改名させられていた。
村の教会は1903年に完成し、2007年に歴史文化財に指定された。

## 人口統計
| 1962年 | 1968年 | 1975年 | 1982年 | 1990年 | 1999年 | 2008年 | 2013年 |
| ------ | ------ | ------ | ------ | ------ | ------ | ------ | ------ |
| 1338   | 1232   | 1159   | 1180   | 1179   | 1219   | 1481   | 1533   |

参照元:1962年から1999年までは複数コミューンに住所登録をする者の重複分を除いたもの。それ以降は当該コミューンの人口統計によるもの。1999年までEHESS/Cassini、2004年以降INSEE。